# Conculus simboggulensis
Espèce
Conculus simboggulensis est une espèce d'araignées aranéomorphes de la famille des Anapidae.

## Distribution
Cette espèce est endémique de Corée du Sud.

## Étymologie
Son nom d'espèce, composé de simboggul et du suffixe latin -ensis, « qui vit dans, qui habite », lui a été donné en référence au lieu de sa découverte, Simboggul

## Publication originale
- Paik, 1971 : Cave-dwelling spiders from southern part of Korea. II. Spiders of Simbog-gul cave and Sungyoo-gul cave. Theses collection commemorating the 60th Birthday of Prof. Yung Ho Choi, p. 299-313.